# John Moore (Politiker, 1793)
John Moore (* 8. September 1793 in Lincolnshire, England; † 23. September 1863) war ein englisch-US-amerikanischer Politiker. Zwischen 1842 und 1846 war er Vizegouverneur des Bundesstaates Illinois.

## Werdegang
Nach dem frühen Tod seiner Eltern wuchs John Moore als Waisenkind auf. Im Alter von 21 Jahren wanderte er in die Vereinigten Staaten aus, wo er für kurze Zeit in Virginia und danach im Hamilton County in Ohio lebte. Ab 1830 war er im McLean County in Illinois ansässig, wo er als Wagner in einer Stellmacherei arbeitete. Ein Jahr später wurde er Friedensrichter in seiner neuen Heimat. Politisch schloss er sich der Demokratischen Partei an. Im Jahr 1836 wurde er für zwei Jahre in das Repräsentantenhaus von Illinois gewählt. Zwei Jahre später wurde er ebenfalls für zwei Jahre Mitglied im Staatssenat. 1842 wurde er an der Seite von Thomas Ford zum Vizegouverneur von Illinois gewählt. Dieses Amt bekleidete er zwischen dem 8. Dezember 1842 und dem 9. Dezember 1846. Dabei war er Stellvertreter des Gouverneurs. Anschließend nahm er als Oberstleutnant der Freiwilligen am Mexikanisch-Amerikanischen Krieg teil.
Zwischen 1846 und 1863 gehörte er mehrfach dem Vorstand der Demokraten in Illinois an. Von 1858 bis 1860 sowie zwischen 1862 und 1863 war er Staatsvorsitzender seiner Partei. Zwischen 1848 und 1857 übte er das Amt des State Treasurer von Illinois aus. Er starb am 23. September 1863.